# 994

## Догађаји
- 15. септембар — Битка на Оронту Фатимидске снаге, под турским генералом Мањутакином (такође гувернером Дамаска), опседају Апамеју (савремена Сирија). Цар Василије II шаље византијску експедициону војску, коју је предводио Дукс Михаило Буркес, да ослободи град у савезу са династијом Хамданида. Мањутакин са својим снагама побеђује Хамданиде и напада византијску силу у позадини. Византијска војска паничи и бежи, изгубивши при том око 5.000 људи.
- Данска викиншка флота, под Улавом Тригвасоном, плови ушћем Темзе и опседа Лондон. Енглески краљ Етелред Неспремни плаћа Улаву данак од 16.000 фунти сребра.
- Краљ Отон III, који сада има 14 година, прима регалије да влада Краљевином Немачком на скупштини Царске скупштине у Солингену. Отон поставља Хериберта од Келна за канцелара Италије.
- Улав Тригвасон, већ крштени хришћанин, потврђен је као хришћанин на церемонији у Андоверу. Након што је примио поклоне од Етелреда II, Улав одлази у Норвешку.
- Повећање концентрације угљеника-14, забележено у прстеновима дрвећа, сугерише да је јака соларна олуја погодила Земљу 993. или 994. године.

## Рођења
- 7. новембар — Ибн Хазм, андалузијски историчар и песник (у. 1064)
- Алфонсо V, краљ Леона (у. 1028)

## Смрти
- Вилијам IV, војвода од Аквитаније (р. 937)